# 王增力
王增力（1954年—），河北滦县人，汉族，中华人民共和国政治人物，中国共产党党员，第十二届全国人民代表大会河北地区代表。毕业于中央党校函授学院。

## 生平
2005年3月任中共廊坊市委书记。2008年1月任河北省人大常委会副主任。2013年，被选为全国人大代表。2013年6月当选河北省总工会主席。